# Амиров, Халим Насретдинович
Халим Насретдинович Ами́ров (баш. Хәлим Насретдин улы Әмиров, 1894—?) — участник Гражданской войны в России и Башкирского национального движения.

## Биография
Амиров Халим Насретдинович родился в 1894 году в деревне Новый Уртаул Бирского уезда Уфимской губернии (ныне Янаульского района Башкортостана). Происходил из уранских башкир.
По предположению А. Ш. Ярмуллина, Халим Амиров в 1917 году участвовал в работе Всебашкирских курултаев в качестве делегата от Бирского уезда.
С 1918 года работает в Башкирском Правительстве в Оренбурге. Был назначен на должность заместителя начальника отдела просвещения. Занимался организацией отделов просвещения при местных кантонных исполкомах Башкурдистана.
16 февраля 1919 года был направлен в Баймак-Таналыково, для оглашения фармана о переходе Башкирского Правительства и войска в сторону Советской власти. 21 февраля 1919 года участвовал в I Всебашкирском военном съезде.
В марте 1919 года Халим Амиров был назначен членом коллегии Башнаркомпроса Автономной Башкирской Советской Республики. После образования Башкирской отдельной кавалерийской и стрелковой бригад, 18 мая 1919 года Амиров назначается политкомиссаром при башкирских частях РККА. В составе данных войсковых соединений участвовал в обороне Харькова.
С июля 1919 года работает в Башревкоме. В сентябре того же года назначен особоуполномоченным Башревкома новых башкирских воинских подразделений, вместе с которыми был отправлен в Петроград для его обороны.
В феврале 1920 года в альбом-журнале «Бэхет кэнэ» («День счастья») был опубликован доклад «Башкирское движение». Халим Амиров вновь возвращается в Башкирскую республику, продолжает работать в коллегии Башнаркомпроса.
В марте 1920 года став председателем специальной комиссии Башревкома Амиров был отправлен для урегулирования конфликта в Усерганском кантоне. С 25 марта 1920 года — председатель Усерганского кантонного исполнительного комитета.
16 мая 1920 года комиссия по расследованию дела Амирова, организованная Башобкомом РКП(б), приняла решение об исключении из партии Халима Насретдиновича и лишении всех должностей во властных структурах. Но вопреки решениям обкома, Башревком назначает его председателем Башглавпродукта.
С августа 1921 года становится заместителем государственного обвинителя в Ревтрибунале при Башобкоме РКП(б).
В 1930-е гг. работает в Уфимском моторном заводе (ныне Уфимское моторостроительное производственное объединение).
23 октября 1936 года арестован. Приговорен к лишению свободы на 3 года. Дальнейшая его судьба неизвестна. 12 ноября 1989 года реабилитирован.